# Christian Caminada
Christian Caminada (* 6. Januar 1876 im Weiler Surin, Gemeinde Lumnezia im Lugnez, Graubünden, Schweiz; † 18. Januar 1962 in Chur) war Bischof des römisch-katholischen Bistums Chur von 1941 bis 1962.

## Leben

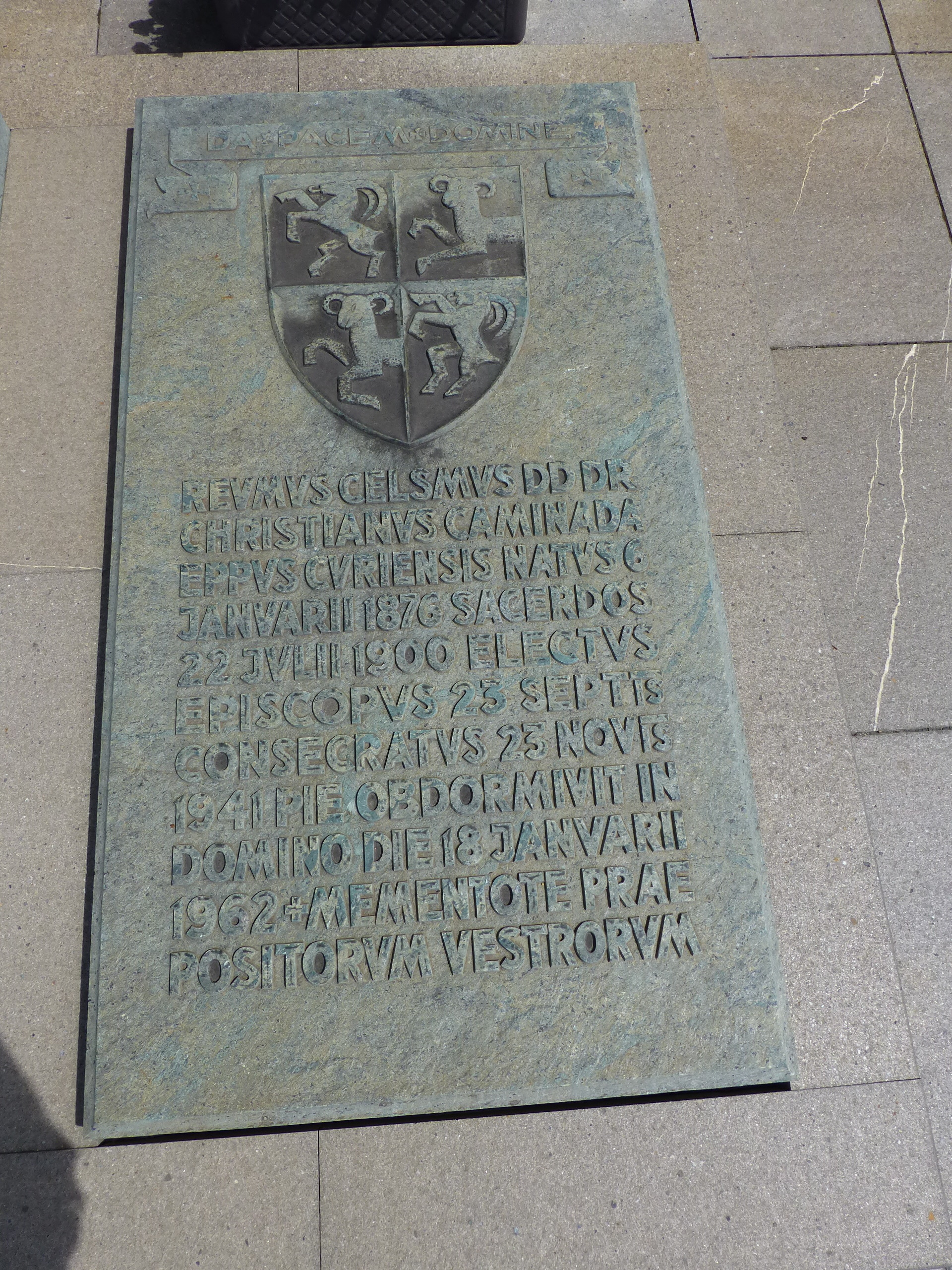
Grabplatte von Christian Caminada an der Kathedrale St. Maria Himmelfahrt (Chur)

Christian Caminada besuchte Klosterschulen von Disentis und Einsiedeln sowie des Salesianerkollegs von Alassio an der italienischen Riviera. Er trat 1897 in das Priesterseminar ein. Am 22. Juli 1900 empfing er vom Churer Bischof Johannes Fidelis Battaglia die Priesterweihe. Nachdem er Pfarrer in Dardin (1901), Obersaxen (1905) und Trun (1912) gewesen war, berief ihn Bischof Georg Schmid von Grüneck 1919 als Kustos ins Domkapitel von Chur. Ab 1934 war er Generalvikar.
Christian Caminada wurde am 23. September 1941 als Nachfolger von Laurenz Matthias Vincenz zum Bischof von Chur gewählt. Die Bischofsweihe erhielt er am 23. November 1941 in der Churer Domkirche durch den damaligen Apostolischen Nuntius der Schweiz, Filippo Bernardini.
Neben seiner Tätigkeit als Bischof machte sich Caminada einen Namen als Erforscher des religiösen Brauchtums und der Sagenwelt Graubündens sowie als Kunsthistoriker. Er vollendete die letzten beiden Bände der von Caspar Decurtins begründeten Rätoromanischen Chrestomathie.
1942 erhielt er die Ehrendoktorwürde der Theologischen Fakultät der Universität Freiburg (Schweiz).

## Schriften
- Die Bündner Glocken. Eine kulturhistorische Studie aus Bünden. Zürich 1915. Art Institut Orell Füssli.
- Die Bündner Friedhöfe. Eine kulturhistorische Studie aus Bünden. Zürich 1918, Art. Institut Orell Füssli.
- Die Kathedrale von Chur. Schnell & Steiner, 1954.
- Die verzauberten Täler. Walter, 1961. (Auszug als E-Text, PDF-Datei; 1,57 MB (Memento vom 27. September 2007 im Internet Archive))
  - Neuauflage: Die verzauberten Täler. Kulte und Bräuche im alten Rätien. Bündner Monatsblatt Verlag Desertina, 2006, ISBN 3-85637-325-X.